# Festival de Gaitas Virgilio Carruyo
El Festival de Gaitas Virgilio Carruyo Es un festival de 
Gaitas que se realiza en el estado Zulia desde el año 1974, premiando el 
talento de los gaiteros de la región, entre los premios 
otorgados destacan: Agrupación del año, Compositor de año,
Conjunto revelación del año, Solista femenino del año, Solista 
masculino del año, Gaita del año, entre otros.

## Sistema de votación
El sistema de votación consiste en repartir planillas 
a personalidades de los medios de comunicación del estado Zulia,
para luego contabilizar y darle lectura a cada planilla en un programa
de televisión trasmitido en vivo y finalmente proclamar los diferentes ganadores. En la Actualidad se elige un jurado altamente calificado cuyo veredicto constituye el 55% de la puntuación final y el 45% restante es por votación popular de forma manual y en las diferentes plataformas dispuestas por el comité organizador 

## Gaitas del año
La siguiente tabla muestra el tema ganador de la "Mejor Gaita del año" a lo largo de la historia del festival. 
En la Edición 2014 el Premio no se llamó Virgilio Carruyo sino "Luis Oquendo Delgado" y fue otorgado por FUNDAGRAEZ
| Año  | Gaita                                                    | Categoría /Premiación       | Grupo                               | Compositor                                           | Cantante                                                                               |
| ---- | -------------------------------------------------------- | --------------------------- | ----------------------------------- | ---------------------------------------------------- | -------------------------------------------------------------------------------------- |
| 2020 | El Manto de María                                        | Gaita internacional del año | Pentagrama (Miami U.S.A.)           | Letra: Dicson Añez, Música Luis Benítez              | Rafael "Pollo" Brito                                                                   |
| 2020 | Esta es Mi Tierra                                        | Gaita del año               | Los Grandes de la Gaita             | Dicson Añez                                          | Danelo Badell                                                                          |
| 2020 | Mi Petición al Niño Jesús                                | Gaita Infantil del año      | Los Verduguitos de Cabimas          | Carlos "Condorito" Vargas                            | Yornelys Acurero y Sharay Faria                                                        |
| 2019 | Amores Maracaiberos                                      | Gaita del año               | Conjunto Saladillo 70               | Argenis Sanchez                                      | Douglas Ochoa                                                                          |
| 2017 | Alas y velas                                             | Gaita del año               | Cardenales del éxito de Tito Suárez | Renato Aguirre González                              | Adrian Guerra, David Borre, Joelvis Anciani, Oswaldo Guanipa Y Deyanira Bravo Emanuels |
| 2016 | Para mi                                                  | Gaita del año               | Universidad de la Gaita             | Neguito Borjas                                       | Danelo Badell                                                                          |
| 2015 | Regreso La Piragua                                       | Gaita del año               | La Cuadra Gaitera                   | Miguel Ordoñez                                       | Rafael "El Pollo" Brito                                                                |
| 2014 | Olor a Navidad                                           | Gaita del año               | Los Colosales                       | Jaime Indriago                                       | Ricardo Cepeda                                                                         |
| 2013 | Valiente                                                 | Gaita del año               | Energía Gaitera                     | Reynier Villasmil                                    | Adafel Uzcátegui                                                                       |
| 2012 | Doña Casilda                                             | Gaita del año               | La Gaita Vieja del Saladillo        | Luis Germán Briceño                                  | Luis Germán Briceño                                                                    |
| 2011 | Madrugada de Amor                                        | Gaita del año               | Fiebre Gaitera                      | Jose "Cheo" Fernández                                | Francisco Pestana                                                                      |
| 2010 | Fiesta de Heriberto                                      | Gaita del año               | Alegres Gaiteros                    | Nelson "Ayayero" Romero                              | Nelson Romero                                                                          |
| 2009 | Acompañeme Compadre                                      | Gaita del año               | Mi Presente                         | Jaime Indriago                                       | Argenis Carruyo / Ricardo Cepeda                                                       |
| 2008 | La Bajada de la Virgen                                   | Gaita del año               | Los Compadres del Éxito             | Rafael Rincón González                               | Deyanira Bravo                                                                         |
| 2007 | La Chupa Chupa                                           | Gaita del año               | V.H.G.                              | Luis Escaray                                         | Luis Escaray                                                                           |
| 2006 | Canta Mojanero Canta                                     | Gaita del año               | Gaita y Tradición                   | Pedro Guerrero                                       | Carlos González                                                                        |
| 2005 | Las Cosas Buenas                                         | Gaita del año               | Pillopo                             | Neguito Borjas                                       | Danelo Badell                                                                          |
| 2004 | Canción de Bronces                                       | Gaita del año               | Zagales                             | Carlos Luis González                                 | Priscarlina Vilchez                                                                    |
| 2003 | La Fina Estampa                                          | Gaita del año               | Somos                               | Luis German Briceño                                  | Luis German Briceño                                                                    |
| 2002 | Solo Dios Sabe                                           | Gaita del año               | Raíces                              | José Fernández                                       | Carlos González                                                                        |
| 2001 | Con las Manos en el Pecho                                | Gaita del año               | Alitasia                            | José Luis Pulgar                                     | José Luis Pulgar                                                                       |
| 2000 | Toda una Vida                                            | Gaita del año               | Iluminación Gaitera                 | Wolfgang Romero & Leandro "Papi" Zuleta              | Danelo Badell                                                                          |
| 1999 | El Barrio de mis Andanzas                                | Gaita del año               | Los Colosales                       | Elias Hernández                                      | Ricardo Cepeda                                                                         |
| 1998 | Por Allí se Va la Patria                                 | Gaita del año               | V.H.G.                              | Luis Escaray                                         | Luis Escaray                                                                           |
| 1997 | En Casa se Larga el Forro                                | Gaita del año               | La Parranda Gaitera                 | Heriberto Molina & Astolfo Romero                    | Astolfo Romero                                                                         |
| 1996 | Gaita Buena Nunca Envejece                               | Gaita del año               | Maragaita                           | Ricardo Portillo                                     | Javier León                                                                            |
| 1995 | Conciencia                                               | Gaita del año               | V.H.G.                              | Luis Escaray                                         | Luis Escaray                                                                           |
| 1994 | Madres es Madre                                          | Gaita del año               | Cardenales de Éxito                 | Ricardo Portillo                                     | Ricardo Cepeda                                                                         |
| 1993 | Mi Ranchito                                              | Gaita del año               | Cardenales del Éxito                | Ricardo Portillo                                     | Ricardo Cepeda                                                                         |
| 1992 | Gaita en Procesión empate con La gaita que a mí me gusta | Gaita del año               | Koquimba / Gran Coquivacoa          | Carlos "Condorito" Vargas /Abdénago "Neguito" Borjas | Oscar González / Abdénago"Neguito" Borjas                                              |
| 1991 | Grito de Gloria                                          | Gaita del año               | Maragaita                           | Wolfgang Romero/Leandro "Papi" Zuleta                | Carlos Méndez                                                                          |
| 1990 | La Ciudad Mas Bella                                      | Gaita del año               | Cardenales del Éxito                | Ricardo Portillo                                     | Ricardo Portillo                                                                       |
| 1989 | La Alianza                                               | Gaita del año               | Gran Coquivacoa                     | Neguito Borjas                                       | Neguito Borjas                                                                         |
| 1988 | La Gaita de Molero                                       | Gaita del año               | Gran Coquivacoa                     | Neguito Borjas                                       | Neguito Borjas                                                                         |
| 1987 | Punta Icotea                                             | Gaita del año               | Gran Coquivacoa                     | Neguito Borjas                                       | Neguito Borjas                                                                         |
| 1986 | Las Cabras                                               | Gaita del año               | Gran Coquivacoa                     | Neguito Borjas                                       | Neguito Borjas                                                                         |
| 1985 | El Barbero                                               | Gaita del año               | Pillopo                             | Astolfo Romero                                       | Astolfo Romero                                                                         |
| 1984 | Cántame una Gaita Hermano                                | Gaita del año               | Birimbao                            | Antonio J. Pachano                                   | Jerry Sánchez                                                                          |
| 1983 | La Tienda de Tobias                                      | Gaita del año               | Pillopo                             | Astolfo Romero                                       | Astolfo Romero                                                                         |
| 1982 | Señora de Mi Pensamientos                                | Gaita del año               | Barrio Obrero                       | Jairo Gil                                            | Carmencita Silva                                                                       |
| 1981 | Dos Regalos                                              | Gaita del año               | Barrio Obrero                       | Jairo Gil                                            | Carmencita Silva                                                                       |
| 1980 | Boulevard                                                | Gaita del año               | Hermandad Gaitera                   | Orángel Parra/Miguel Ordóñez                         | Hermilio Suárez                                                                        |
| 1979 | Rapsodia Gaitera                                         | Gaita del año               | Los Zagales                         | Jairo Gil                                            | Daniel Méndez                                                                          |
| 1978 | Las Ñapas                                                | Gaita del año               | Los Tucusones                       | Ana Stael Duque de Añez                              | Nelly Ávila                                                                            |
| 1977 | Tierra Madre                                             | Gaita del año               | Rincón Morales                      | Luis Ferrer                                          | Fernando Rincón                                                                        |
| 1976 | Tócame la Cabra Mocha                                    | Gaita del año               | Los Tucusones                       | Ana Stael Duque de Añez                              | Lula lopez                                                                             |
| 1975 | Sabor Anejo                                              | Gaita del año               | Cardenales del Éxito                | Astolfo Romero                                       | Ricardo Cepeda                                                                         |
| 1974 | Mi Orgullo                                               | Gaita del año               | Santanita                           | Astolfo Romero                                       | Gladys Vera                                                                            |